# Автоматизм
Автомат́изм (грец. αύτόματος — самодійний, саморухомий) — мимовільні, неусвідомлювані складові свідомої діяльності людини.  

## Автоматизм (психологія)
У психології розрізняють: 
- автоматизм первинний, природжений — інстинкт;
- автоматизм вторинний, набутий життєвим досвідом —  навички і звички.

Людина здатна свідомо контролювати свої автоматичні і автоматизовані рухи та дії, гальмуючи їх, відповідно спрямовуючи або переносячи в інші види діяльності й поведінки. Питання автоматизму відіграють важливу роль у справі політехнічного та виробничого навчання.

### Психологічний автоматизм за П'єром Жане
Психологічний автоматизм – термін, створений П’єром Жане 1889 року. Для нього це «діяльність людини в її найпростіших, найзагадковіших формах». Він розрізняє два види автоматизму; повний автоматизм і частковий автоматизм. Навіть повний автоматизм передбачає елементарну свідомість.
Ці два рівні автоматизму розуміються з посиланням на уявлення поля свідомості за подобою з полем зору. Поле свідомості визначається як найбільша кількість явищ, які можуть одночасно, проявитися свідомості. Це припускає, що у суб'єкта зусилля психічного синтезу більш-менш високі, що становить більший чи менший ступінь цього поля. Найбільш знижений рівень цього поля — це каталептичний стан, коли одна ідея захоплює його повністю. Гіпотеза Жане полягає у тому, що послідовності жестів, спровоковані в каталептичному стані, все ще є частиною психологічної діяльності.
З розширенням поля свідомості з’являються допоміжні образи, які утворюють уявлення про себе, про зовнішній світ і про мовлення, потім явища з’являються у вигляді сприйняття. Автоматизм сприйняття підпадає під повний автоматизм, але дозволяє суб’єкту легко взаємодіяти з навколишнім середовищем, чого не можна знайти в діях, котрі відбуваються в стані каталепсії.

## Автоматизм (медицина)
Автоматизм стосується набору коротких несвідомих форм поведінки. Зазвичай вони тривають від кількох секунд до хвилин, а іноді й довший час, протягом якого суб’єкт не усвідомлює власних дій. Цей вид автоматичної поведінки часто зустрічається за певних типів епілепсії, наприклад, при складних парціальних судомах у хворих на скроневу епілепсію або як побічний ефект деяких ліків, таких як золпідем.

### Різновиди
Існують різні ступені автоматизму. Деякі, можуть передбачати прості рухи, такі як: потирання пальців, чмокання губами, жування або ковтання, або більш складні дії, наприклад сноходіння. Інші можуть стосуватися мовлення, яке може бути або не бути, зв’язним чи розумним. В іншому разі людина може залишатися при свідомості протягом усієї пригоди. Ті, хто залишається при свідомості, можуть цілком усвідомлювати власні інші дії в той час, але не збагнути їх автоматизму.
У деяких більш складних автоматизмах, особа входить у поведінку сомнабулізму, повністю прокидаючись до миті його початку. У цих подіях, які можуть тривати більш тривалий час, суб’єкт продовжує перейматися діяльністю, яку він/вона звичайно виконує, наприклад: готує їжу, приймає душ або їздить знайомим маршрутом, чи навіть може вести розмову. Після події, людина приходить до тями й часто відчуває себе приголомшеною, та не пам’ятає саму пригоду.

## Автоматизм (фізіологія)
Автоматизм (також Автоматія) — у фізіології означає здатність клітини, тканини або органу до ритмічної, періодичної або аперіодичної мимовільної діяльності без очевидного зв'язку із зовнішніми спонукальними причинами.
Автоматичну ритмічну діяльність слід відрізняти від реактивної, спричиненої зовнішніми подразниками. Проте, у біологічних процесах автоматизм і реактивна ритміка можуть бути тісно пов'язані, у такому разі слід розглядати їх функціональну взаємодію — прикладом є ритмічна діяльність дихального центру.
Найбільш вираженим автоматизмом у людському організмі володіє серце, гладенька м'язова тканина (кишки, сечоводу та інших органів) та деякі нервові утворення. Автоматизм на клітинному рівні властивий миготливому епітелію.

### Дослідження
Фізіологічна природа автоматизму як рефлекторного явища розкрита в працях І. М. Сєченова, В. М. Бехтерєва та І. П. Павлова. В Україні над проблемою автоматизму працювали В. П. Протопопов, Д. Ф. Ніколенко, Д. Г. Елькін, В. В. Містюк, М. Ю. Малков та інші. 